# Kościół Matki Bożej Częstochowskiej w Becejłach
Kościół Matki Bożej Częstochowskiej – rzymskokatolicki kościół parafialny należący do dekanatu Suwałki - Miłosierdzia Bożego diecezji ełckiej.
Obecna murowana świątynia w stylu neoromańskim została wzniesiona w latach 1929-1937. Podczas II wojny światowej została zniszczona, odbudowano ją w 1951 roku.

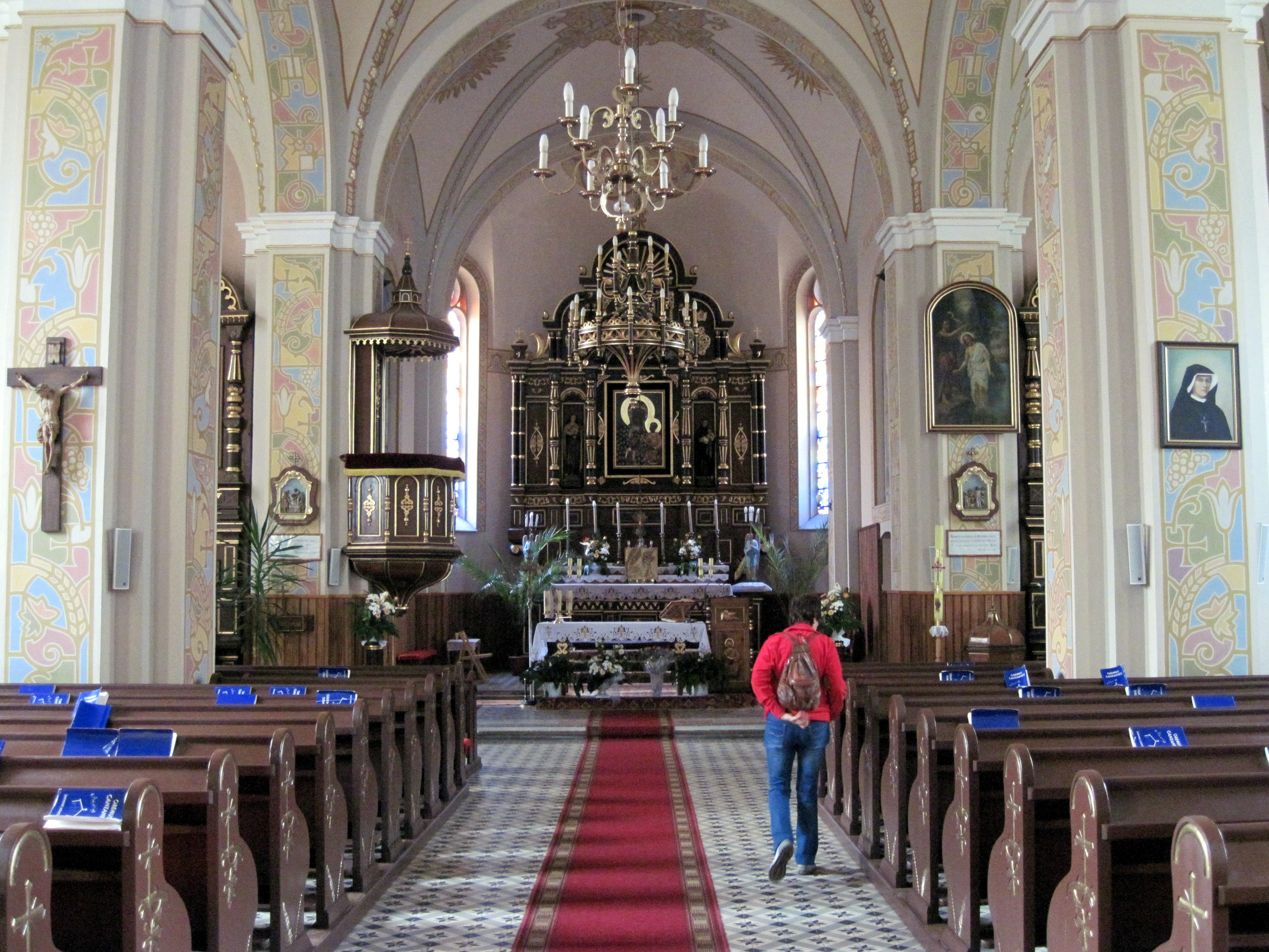
Wnętrze kościoła

Kościół jest pokryty blachą cynkową pomalowaną. Wystrój malarski wnętrza powstał w latach sześćdziesiątych XX wieku. Ołtarz nastawny jest z drewna i po II wojnie światowej został przewieziony z kościoła świętych Apostołów Piotra i Pawła w Suwałkach. W ołtarzu jest umieszczony obraz Matki Bożej Częstochowskiej oraz św. Antoniego jak i również figury św. Stanisława Kostki i św. Teresy od Dzieciątka Jezus. Ołtarz soborowy, ambona i chrzcielnica zostały wyrzeźbione w drewnie.